# Friedrich Gottlob Hayne
Pour les articles homonymes, voir Hayne.
Friedrich Gottlob Hayne (18 mars 1763 à Jüterbog - 28 avril 1832 à Berlin) est un botaniste prussien, spécialisé dans les spermatophytes, pharmacien et professeur en faculté.